# Harris Wofford

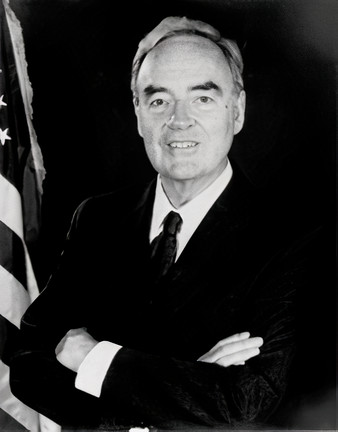
Harris Wofford

Harris Llewellyn Wofford (* 9. April 1926 in New York City; † 21. Januar 2019 in Washington, D.C.) war ein US-amerikanischer Jurist und Politiker der Demokratischen Partei. Er war eine prominente Figur der US-Bürgerrechtsbewegung und der Freiwilligenarbeit.

## Leben
Harris Wofford wurde 1926 in New York geboren. Bereits während der High School inspirierte ihn Clarence Streits Aufruf für eine Weltregierung zur Gründung der Student Federalists.
Er diente während des Zweiten Weltkriegs in der USAAF. Wofford graduierte 1948 an der University of Chicago, studierte dann in Yale und graduierte 1954 an der juristischen Fakultät der Howard University als erster männlicher weißer Student. Im gleichen Jahr erhielt er seine Zulassung als Rechtsanwalt und wurde Associate Professor an der University of Notre Dame. Daneben arbeitete er zunächst bis 1958 für das staatliche US Committee on Civil Rights und beriet während dieser Zeit Martin Luther King. Im Präsidentschaftswahlkampf 1960 beriet er John F. Kennedy. Dieser richtete auf seinen Rat hin eine Abteilung für Bürgerrechte ein; sie wurde von dem erfahrenen Kongressabgeordneten William L. Dawson aus Chicago und von Marjorie Lawson geleitet. Nach dem Wahlsieg Kennedys wurde Wofford Persönlicher Beauftragter des Präsidenten für Bürgerrechtsangelegenheiten. In dieser Zeit förderte er auch die Entwicklung des neuen Friedenscorps, war sein Sondervertreter für Afrika, speziell für Äthiopien zuständig. 1963, unter Lyndon B. Johnson war er dessen stellvertretender Direktor. 
1966 verließ er die Politik, um Präsident der State University of New York auf dem Campus in Old Westbury zu werden. 1970 wurde er Präsident des Bryn Mawr College in Pennsylvania und hielt diese Position bis 1978 inne.
Nach sieben Jahren privater Anwaltspraxis in Philadelphia wurde Wofford 1987 von Pennsylvanias Gouverneur Bob Casey zum Minister für Arbeit und Industrie ernannt. Am 4. April 1991 starb der „Senior Senator“ John Heinz bei einem Flugzeugunfall. Sein Sitz im Senat der Vereinigten Staaten wurde frei. Rechtlich war Pennsylvanias Gouverneur verpflichtet, einen Ersatz zu ernennen, bis Sonderwahlen für diesen Sitz abgehalten werden konnten. Nach Abwägen mehrerer potentieller Kandidaten, unter ihnen der in Allentown beheimatete Lee Iacocca, der das Amt ablehnte, ernannte Gouverneur Casey am 8. Mai 1991 Wofford als Ersatz.
In den Sonderwahlen des November 1991 stand er Dick Thornburgh, Pennsylvanias ehemaligem Gouverneur und Justizminister der Vereinigten Staaten unter der Regierung Ronald Reagans und George Bushs, gegenüber. Er begann seinen Wahlkampf mit so schlechten Umfragewerten, dass Experten davon ausgingen, er habe keinerlei Chancen auf einen Erfolg. Sein Sieg mit einem 10-Prozent-Vorsprung überraschte viele. Der Wahlkampf und dessen dramatischer Erfolg wurde von Paul Begala und James Carville organisiert und bescherte ihnen nationale Aufmerksamkeit. Er bestätigte des Weiteren Eckpunkte wie Wirtschaft und Gesundheitsfürsorge, welche Bill Clintons Wahlsieg von 1992 zugrunde lagen. Wofford war einer der Topkandidaten für die Nominierung zum Vizepräsidenten Clintons.
Woffords Bemühungen um Wiederwahl im Jahr 1994 scheiterten, wie viele andere liberale Demokraten verlor er gegen seinen Herausforderer, den republikanischen Kongressabgeordneten Rick Santorum.
Nach seiner Zeit im Senat diente er von 1995 bis 2001 als Chef der Corporation for National and Community Service (AmeriCorps). Seit seinem Ruhestand unterrichtete er an der University of Maryland in College Park und betätigte sich im Vorstand verschiedener wohltätiger Organisationen, unter anderem Americas Promise, Youth Service America und der Points of Light Foundation. Er erhielt 2002 den John W. Gardner Leadership Award.
1948 heiratete er Clare Lindgren, die er bei den Student Federalists kennengelernt hatte, und hatte mit ihr zwei Söhne und eine Tochter. Sie starb 1996. Im April 2016 gab Wofford seine Beziehung zu dem 40-jährigen Matthew Charlton bekannt, einem um 50 Jahre jüngeren Mann, den er auch zu heiraten plante. Wofford und Charlton hatten sich bereits 2001 kennengelernt, als der Ex-Senator 75 Jahre und Matthew Charlton 25 Jahre alt war.
Wofford starb im Januar 2019 im Alter von 92 Jahren an den Folgen eines Sturzes.

## Werke (Auswahl)
- Harris Wofford und Clare Wofford: India Afire, J. Day Co., New York 1951
- Harris Wofford: The Democratic Challenge; in: Foreign Policy 86 (Frühling 1992), S. 99–113
- Harris Wofford: Of Kennedys and Kings: Making Sense of the Sixties, Farrar, Straus, Giroux, New York 1980